# Pícnic extraterrestre
Pícnic al borde del camino, Pícnic junto al camino o Pícnic extraterrestre (en ruso: Пикник на обочине) es una novela corta de ciencia ficción escrita originalmente por los escritores soviéticos Arkadi y Borís Strugatski en 1971 y publicada en la Unión Soviética en 1972. Desde entonces ha ganado varias distinciones internacionales como el Premio John W. Campbell Memorial en 1978. Es además una de las obras literarias soviéticas más reproducidas fuera de la URSS con 38 ediciones en 20 países en 1998, lo cual la convierte en la obra más difundida de los hermanos Strugatski.

## Publicación
En ruso, la historia apareció originalmente por entregas en la revista Аврора (Avrora) de Leningrado en 1972.
La primera edición como libro fue la estadounidense de 1977 (en inglés). Al año siguiente aparece en Argentina, traducida del inglés, la primera edición en idioma español publicada por editorial Emecé.
La edición en lengua rusa fue censurada durante años en la Unión Soviética. Aunque su publicación como libro se aprobó en 1973, se fue retrasando hasta aparecer en forma muy alterada en ediciones de 1980, 1984 y 1989. Solo en 1990 aparece en la URSS en formato de libro una versión aprobada por sus autores.

## Sinopsis
El título de la obra se refiere a la posibilidad de que visitantes hayan abandonado objetos distraídamente como un vacacionista abandona desechos durante un pícnic.
El libro comienza treinta años después de un futuro incidente misterioso en seis zonas distintas del orbe. La teoría más popular entre los científicos es una posible visita alienígena a la Tierra. Al ocurrir en lugares deshabitados, nadie vio lo que realmente ocurrió pero tras el incidente, las zonas de visita contienen artefactos y fenómenos físicos peligrosos e incomprensibles para los conocimientos científicos humanos.
La acción de la novela se centra en una de las zonas situada en el Canadá junto al pueblo ficticio de Harmont, donde al igual que en las demás zonas de visita, el gobierno nacional y la ONU acordonan el lugar con tropas e instalan laboratorios para investigar la zona.
Sin embargo, los objetos alienígenas en la zona desatan demasiada curiosidad como para ser ignorados y pronto surge en Harmont una clase de hombres especializados en entrar ilegalmente a la zona, desafiar sus muchos peligros y extraer objetos alienígenas para su venta en el mercado negro. Estos hombres pronto son conocidos en Canadá como stalkers (que significa acechadores en inglés).
Como esta nueva profesión es ilegal y peligrosa, a través de los años los stalkers originales se retiran o mueren en la zona hasta que sólo el protagonista Red Schuhart permanece para una última visita a la zona con la esperanza de encontrar el objeto más extraño y elusivo llamado la esfera dorada que se rumorea puede conceder deseos a quien la alcance.

## Adaptaciones e influencia cultural
- La novela fue adaptada al cine por Andréi Tarkovski bajo el título Stalker. La película difiere mucho de la novela original, si bien se considera de culto entre los aficionados a la ciencia ficción.
- Existe en Finlandia una adaptación teatral y un juego de mesa basado en la novela.
- También existe una saga de tres videojuegos llamada S.T.A.L.K.E.R., que reúne varios conceptos del libro, como la Zona (una sola en este caso), las anomalías (y el uso de tornillos para detectarlas), los artefactos, los stalkers, el ejército, diversas facciones con distintas ideologías, y hasta la presencia de un objeto que concede deseos (en este caso un monolito). Sin embargo, en el juego la zona tiene un origen diferente, y se ubica en Chernóbil.
- En 2010, el artista vigués Iván Ferreiro publicó un disco en España con el título Picnic Extraterrestre como homenaje a la novela.
- En el videojuego Metro 2033, basado en la homónima novela de Dmitri Glujovski, se menciona el título de esta novela además del nombre de sus autores, cuando un personaje secundario está rebuscando entre libros, añadiendo que le resulta familiar. Esto es un huevo de Pascua, en referencia a la influencia de Picnic Extraterrestre en la novela de Glujovski, y un guiño de los autores del videojuego, quienes anteriormente habían trabajado en el desarrollo de S.T.A.L.K.E.R., otra obra de ficción influida por la novela de los hermanos Strugatski.
- Tras su publicación en la URSS, la palabra stalker (en inglés en el original) entró en la lengua rusa, convirtiéndose en el neologismo más popular del momento. En el contexto del libro, un stalker es una persona que se salta una prohibición para entrar en la Zona, recoger artefactos de allí, y habitualmente venderlos. En Rusia, después de la película de Tarkovski, el término tomó otro significado, usándose para definir a aquellos que navegan entre varios territorios prohibidos; más tarde el significado volvió a cambiar para referirse a aquellos que visitan zonas industriales abandonadas y pueblos fantasma.
- La novela ganó en 1978 el premio John W. Campbell Memorial. También obtiene el Jules Verne de 1979 durante el Congreso Escandinavo de Ficción. Asimismo obtuvo en el VI Festival de Ficción de Metz el premio de mejor libro extranjero de 1981.
- Annihilation, una película de ciencia ficción y terror psicológico de 2018, escrita y dirigida por Alex Garland, basada en la novela homónima de Jeff VanderMeer, tanto el libro como la película de Garland están inspirados en el relato del escritor H. P. Lovecraft "El color que cayó del cielo" (1927). La película tiene también referencias a Picnic Extraterrestre (1971) y Stalker (1979).[2][3][4][5]
- Urasekai Picnic, una serie de novelas ligeras escritas por Iori Miyazara y su adaptación al anime producida por Liden Films, tienen claras referencias a Picnic Extraterrestre y Stalker